# Unerus gilvus
Unerus gilvus är en insektsart som beskrevs av Freytag 1983. Unerus gilvus ingår i släktet Unerus och familjen dvärgstritar. Inga underarter finns listade i Catalogue of Life.